# Misfits (musikalbum)
Misfits är ett musikalbum av The Kinks, utgivet av skivbolaget Arista Records 1978. Det var gruppens sextonde studioalbum och det andra de gjorde för Arista. Efter att det föregående albumet Sleepwalker blivit en lite större framgång än de rockoperor gruppen gett ut dessförinnan valde gruppen att fortsätta på det mer rockinriktade spår de påbörjat där. Albumet spelades in i gruppens studio Konk i London under ansträngda former vilket ledde till att gruppens pianist John Gosling lämnade Kinks efter inspelningarna.
Albumet lyckades inte nå listplacering i Storbritannien, men däremot i USA där det nådde plats 40 på Billboard 200-listan. Låten "A Rock 'n' Roll Fantasy" kom ut som singel och blev en mindre hit. Albumet listnoterades även i Sverige där det nådde plats 34 på Sverigetopplistan.

## Låtlista
(alla låtar komponerade av Ray Davies, utom spår 9 av Dave Davies)
1. "Misfits" - 4:41
2. "Hay Fever" - 3:32
3. "Live Life" - 3:49
4. "A Rock 'n' Roll Fantasy" - 4:58
5. "In a Foreign Land" - 3:03
6. "Permanent Waves" - 3:47
7. "Black Messiah" - 4:08
8. "Out of the Wardrobe" - 3:35
9. "Trust Your Heart" - 4:11
10. "Get Up" - 3:22